# Angus Taylor
Angus Taylor er en canadisk forfatter og filosof med speciale i dyreret. Han underviser i filosofi ved University of Victoria i Britisk Columbia, og har skrevet Animals and Ethics (2003).

## Værker
Taylor, A. Animals and Ethics. Broadview Press, 2003. ISBN 1-55111-569-7
| filosofi | Spire Denne filosofiartikel er en spire som bør udbygges. Du er velkommen til at hjælpe Wikipedia ved at udvide den. |